# Cheryl Tiegs

Cheryl Tiegs (2.v.l.) mit Christie Brinkley, Ronald Reagan, Nancy Reagan und Brooke Shields (1983)

Cheryl Rae Tiegs (* 25. September 1947 in Breckenridge, Minnesota, Vereinigte Staaten) ist ein US-amerikanisches Model mit sporadischen Ausflügen zur Schauspielerei.

## Leben
Die Tochter eines Bestattungsunternehmers wuchs überwiegend in Alhambra (Kalifornien) auf und begann bereits zu High-School-Zeiten Bademoden des lokalen Anbieters Cole of California vorzuführen. Ein Werbefoto davon wurde auch in einer Cole-Anzeige in dem unter Jugendlichen angesagten Teenager-Magazin Seventeen abgelichtet, sodass Tiegs daraufhin rasch bekannt wurde und das Modemagazin Glamour sie für ein Shooting an der Seite der bekannten Schauspielerin Ali MacGraw buchte.
Hier erhielt die Blondine ihr erstes Titelfoto, weitere Covers bei Seventeen, Elle, Vogue und Harper’s Bazaar folgten. In der Spezialausgabe von Bademoden von Sports Illustrated, Sports Illustrated Swimsuit Issue, erschien Cheryl Tiegs gleich zweimal auf dem Titelbild, auf dem Cover des Time-Magazins drei- und auf dem des People-Magazins sogar insgesamt viermal. Damit galt Cheryl Tiegs bald neben Christie Brinkley als das erste „Supermodel“ der Branche, das vor allem in den USA als der Inbegriff des „All American Models“ gefeiert wurde.
Auch Listen wie „100 Most Beautiful People“ des People-Magazins oder „100 Hottest Women of All Time“ des Männer- und Lifestyle-Magazins Men’s Health wiesen Tiegs Namen mehrfach auf. 1980 entwickelte Cheryl Tiegs für die Warenhauskette Sears, Roebuck & Company eine eigene Kollektion für Mode und Accessoires, 15 Jahre darauf eine eigene Sportbekleidungslinie unter dem Namen Cheryl Tiegs Sportwear, die ausschließlich bei dem Verkaufskanal QVC angeboten wurde.

## Soziale Engagements, Film- und Fernsehaktivitäten, Privates
Cheryl Tiegs hat sich für allerlei karitative, soziale und ökologische Belange eingesetzt. Sporadisch tritt sie als Gast von Fernsehshows, Fernsehserien und einzelnen Kinofilmen vor die Kamera. Sie war insgesamt viermal verheiratet: mit dem Regisseur Stan Dragoti, dem Fotografen Peter Beard, Gregory Pecks Sohn Anthony und zuletzt mit dem zehn Jahre jüngeren Yoga-Lehrer Rod Stryker.

## Filmografie
- 1986: Das Model und der Schnüffler (TV-Serie, Folge 3x08)
- 1995: Nachtschicht mit John (TV-Serie, Folge 2x18)
- 2000, 2002: Just Shoot Me – Redaktion durchgeknipst (TV-Serie, zwei Folgen)
- 2003: The Brown Bunny
- 2007: Walk Hard: The Dewey Cox Story
- 2015: Childrens Hospital (TV-Serie, Folge 6x06)
- 2016: Sharknado 4 (Sharknado 4: The 4th Awakens)